# Bundesstrasse 178
Bundesstraße 11 är en tysk  förbundsväg i  Sachsen. Vägen går via Löbau från A4 vid Weissenberg till Zittau  i  landkreis Görlitz vid polska gränsen. Vägen som ännu inte är helt färdig är 30,6 kilometer lång. De planerade men ej färdigställda sträckorna omfattar sammanlagt 11,0 km.

## Externa länkar

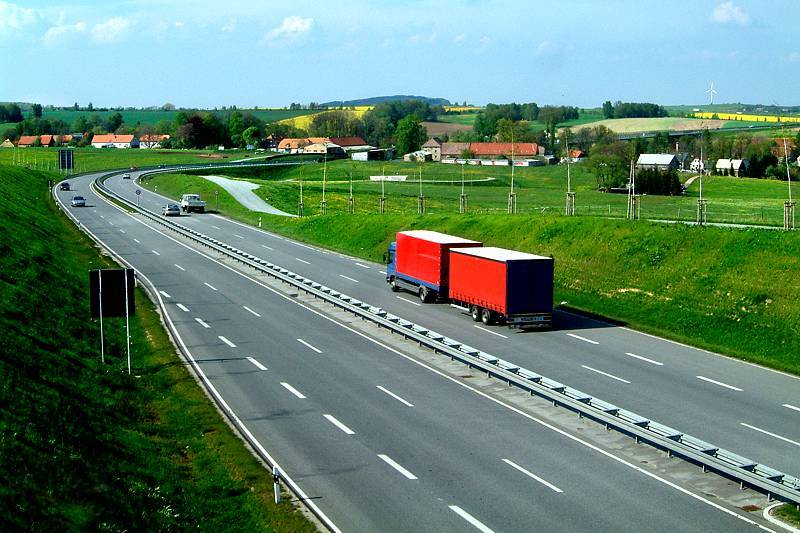
B 178 förbi Löbau